# Nicola Lisi
Nicola Lisi (Scarperia, 11 aprile 1893 – Firenze, 24 novembre 1975) è stato uno scrittore italiano.

## Biografia
Nacque a Scarperia in una famiglia della piccola borghesia colta cattolica toscana. Suo padre era un piccolo possidente; Nicola trascorse la sua prima infanzia in campagna, assieme alla figlia di sua cugina, orfana di padre in tenera età e futura poetessa Margherita Guidacci. Conseguì il diploma di perito agrimensore a Firenze, dove esercitò tale professione presso l'Ufficio tecnico provinciale. Si sposò ed ebbe due figli. Fra il 1916 e il 1918 prese parte alla prima guerra mondiale e combatté nel Friuli. Nel 1923 fondò con Carlo Betocchi e Piero Bargellini una piccola rivista, Calendario dei pensieri e delle pratiche solari, un almanacco che restò in vita per circa un anno. Nel 1930 fu tra i primi collaboratori de Il Frontespizio, rivista d'ispirazione cattolica diretta da Piero Bargellini.
Visse sempre appartato rispetto alle ideologie e alle militanze politiche. Ciò non gli impedì di frequentare gli storici ambienti letterari fiorentini del Caffè Paszkowski e delle Giubbe Rosse, stringendo amicizie con i principali esponenti della cultura contemporanea come Aldo Palazzeschi, Ottone Rosai, Ardengo Soffici ed altri di fama già consolidata, o giovani esordienti come Mario Luzi. Questi incontri erano intervallati da brevi, ma frequenti soggiorni nella sua terra nativa, dove amava conversare con i contadini del luogo.
Intanto Lisi sviluppava la sua attività creativa concentrata essenzialmente sulla narrativa: iniziata con le Favole (1933) e Paese dell'anima (1934), proseguita con il celebre Diario di un parroco di campagna (1942) e portata avanti fino a tarda età. La profondità della sua meditata adesione al cattolicesimo si nasconde nei suoi scritti «sotto un'apparenza di semplicità e di candore.» Suo nutrimento spirituale furono le letture dei classici della letteratura mondiale, da Platone a Kafka, da San Francesco a Shakespeare, con riferimento costante alla Bibbia. In definitiva, Lisi fu un contemplativo con «ragioni profonde in abitudini di vita e di pensiero.»
Nel 1969 gli fu conferito il Premio Viareggio Speciale per l'insieme dell'opera letteraria; nel 1973 ottenne, con Parlata dalla finestra di casa, il Premio Napoli
Alla sua morte, i figli Cecilia e Giuseppe donarono i libri della sua collezione alla Biblioteca comunale di Scarperia e tutti i manoscritti e i documenti, rinvenuti nella casa paterna, al Gabinetto Viesseux di Firenze.

## Tematiche e contenuti
Fin dal Medioevo, la civiltà toscana nella sua tradizione artistica ha ricercato la perfezione dell'equilibrio tra uomo e cosmo, natura e spirito. Lisi appartiene a questa tradizione. La sua ricerca appare candida e raffinata ad un tempo. I suoi principali lavori letterari - per lo più, raccolte di prose brevi - sono permeati da un sottofondo che, a tratti, rasenta il simbolismo e colloca la sua opera in una trama magica e religiosa densa di apparizioni, illuminazioni e stupefatta ammirazione per il creato. Questo stupore contemplativo, con aneliti verso l'armonia cosmica, colloca la Provvidenza al centro dell'esistenza umana. Tuttavia, come tra gli altri critici osserva Carlo Bo, nelle sue opere «non c'è compiacimento moralistico, c'è soltanto contemplazione.»
Nei romanzi più che nelle favole, e in particolare nel Diario di un parroco di campagna (1942) emerge il motivo dominante del mistero che circonda la vita dell'uomo. I piccoli eventi della vita quotidiana, come quelli della sua Scarperia nel Paese dell'anima (1934), entrano nella sfera dell'arcano e approdano sulle sponde serene della fede, da vivere con abbandono fiducioso. Trasferito alla città, lo stesso motivo ricorre in Amore e desolazione (1946), anche se qui il dramma corale della guerra è vissuto dall'autore con profonda intimità: «Ma ecco, chiedo una grazia, (...) domando a Dio che Firenze sia salvata dalla guerra.» (p. 160).
La ripresa creativa, nell'orto dei francescani di Fiesole, non fu facile e si espresse nei racconti della Nuova Tebaide (1949), in bilico tra realtà e misticismo, e nei lavori teatrali La via della Croce  (1953) e Aspettare in pace (1957). La sua ultima opera, Parlata dalla finestra di casa (1973) è quasi un testamento spirituale e artistico dello scrittore ormai ottantenne.
Una sintesi della teoria lisiana della "serenità" è quella proposta da Paolo Gonnelli, a conclusione del suo profilo dello scrittore: «La serenità è una conquista quotidiana, una prova di amore per Dio e per le cose;  e l'opera dell'artista trova la sua ragione proprio nel sempre nuovo modo di attingerla, attraverso la semplicità e la limpidezza di un equilibratissimo stile.»
È sepolto nel Cimitero delle Porte Sante di Firenze.
Dopo la sua morte i figli Giuseppe Lisi e Cecilia Lisi donarono i suoi manoscritti ed i suoi documenti all'Archivio contemporaneo "A. Bonsanti" presso il Gabinetto Vieusseux, mentre i volumi della sua collezione, circa 3.700 volumi, costituita in gran parte di opere della letteratura italiana, furono da loro donati nel 1995 alla Biblioteca municipale di Scarperia. 

## Opere principali
Una raccolta in due volumi delle opere di Nicola Lisi, preparata dallo stesso autore negli ultimi anni e curata da Carlo Bo, fu pubblicata postuma a Firenze da Vallecchi, nel 1976. Qui di seguito, un elenco delle opere principali suddiviso in scritti di narrativa e di teatro.
Narrativa
- Favole, Firenze, 1933; ivi, 1946.
- Paese dell'anima, Firenze, 1934; ivi, 1942.
- L'arca dei semplici, Firenze, 1938
- Concerto domenicale, Firenze, 1941; ivi, 1950.
- Diario di un parroco di campagna, Firenze, 1942; ivi, 1957.
- Amore e desolazione, Firenze, 1946.
- La nuova Tebaide, Firenze, 1949.
- La faccia della terra, Firenze, 1960.
- Racconti, Firenze, 1961.
- Il seme della saggezza, Firenze, 1967.
- Parlata dalla finestra di casa, Firenze, 1973.

Teatro
- L'acqua, Firenze, 1928; ivi, 1949.
- La via della croce, Milano, 1953.
- Aspettare in pace, Firenze, 1957

Curatele
- Scrittori cattolici dei nostri giorni - Antologia, Firenze, 1930 a cura di Augusto Hermet e Nicola Lisi.